# One Live Kiss
One Live Kiss, publicado el 21 de octubre de 2008,  es un  álbum en vivo del cantante, guitarrista y compositor estadounidense Paul Stanley, conocido por ser el cofundador de la banda de hard rock-heavy metal estadounidense Kiss. El álbum fue grabado durante el concierto en el House of Blues de Chicago, Illinois e incluye temas de sus álbumes en solitario (Paul Stanley y Live to Win), canciones muy conocidas de Kiss, y algunas que nunca había tocado en vivo con esta banda, como «Hide your Heart» y «A Million to One». El álbum comienza con un prólogo donde Paul Stanley relata algunas vivencias en su ciudad natal (Queens, Nueva York) mientras se oye «Tonight You Belong To Me» en el fondo.

## Lista de canciones
1. "Prologue"
2. "Live to Win"
3. "Hide Your Heart"
4. "A Million to One"
5. "Got to Choose"
6. "Move On"
7. "Bulletproof"
8. "Tonight You Belong To Me"
9. "Lick it up"
10. "Wouldn't You Like To Me"
11. "Magic Touch"
12. "I Still Love You"
13. "Strutter"
14. "Everytime I See You Around"
15. "Do You Love Me"
16. "I Want You"
17. "Love Gun"
18. "Lift"
19. "Detrot Rock City"
20. "Goodbye"
21. "End Credits - Where Angels Dare/Live to Win"

Audio Versión
Hay una versión en audio lanzado para iTunes. La lista de canciones son las mismas, pero se excluye el prólogo y las canciones de los créditos finales, además de que se reproducen como si fuera doble CD.

## Personal
- Paul Stanley-Vocalista y guitarrista
- Jim McGorman-Corista y guitarrista
- Rafael Moreira-Corista y guitarrista
- Sasha Krivtsov-Bajista
- Nate Morton-Baterista
- Paul Mirkovich-Corista y tecladista

- Datos: Q11993857